# المركز الفني للصناعات الغذائية
المركز الفني للصناعات الغذائية (بالفرنسية: Centre technique de l'agro-alimentaire أو اختصارا CTAA)‏ هو مركز فني تونسي يعمل تحت إشراف وزارة الصناعة.

أنشأ المركز في 29 فبراير 1996، استنادا إلى القانون عدد 123 الصادر بتاريخ 28 نوفمبر 1994 المتعلق بالمراكز الفنية في القطاعات الصناعية.

## المهام
يهدف المركز إلى تقديم المشورة والمساعدة والدعم للمؤسسات الصناعية في قطاع الأغذية الزراعية في تونس. يعمل المركز في صالح نمو وتطوير هذا القطاع من خلال خدمة الشركات بالإجراءات التالية:
- المساعدة الفنية والمشورة.
- التحليل، الفحوصات المخبرية والمعايرة.
- التدريب.
- البحث والتطوير.
- التعزيز الصناعي.
- المعلومات والاتصالات.

## روابط خارجية
- الموقع الرسمي.